# Península sorrentina
La península sorrentina és una península italiana que s'estén a la mar Tirrena, així com una de les principals destinacions turístiques de la Campània. Al costat que dona al golf de Nàpols forma la costa sorrentina, mentre que al costat que dona al golf de Salern forma la costa amalfitana, Patrimoni de la Humanitat reconegut per la UNESCO l'any 1997.

## Geografia

### Geografia física
Es troba entre el golf de Nàpols i el golf de Salern, la costa de Sorrento cau dins de la ciutat metropolitana de Nàpols mentre que la costa d'Amalfi es troba dins de la província de Salern. Està ple de zones famoses per les seves belleses històriques i naturals. Totes les localitats de la península tenen una antiga i consolidada vocació turística i són conegudes arreu del món.

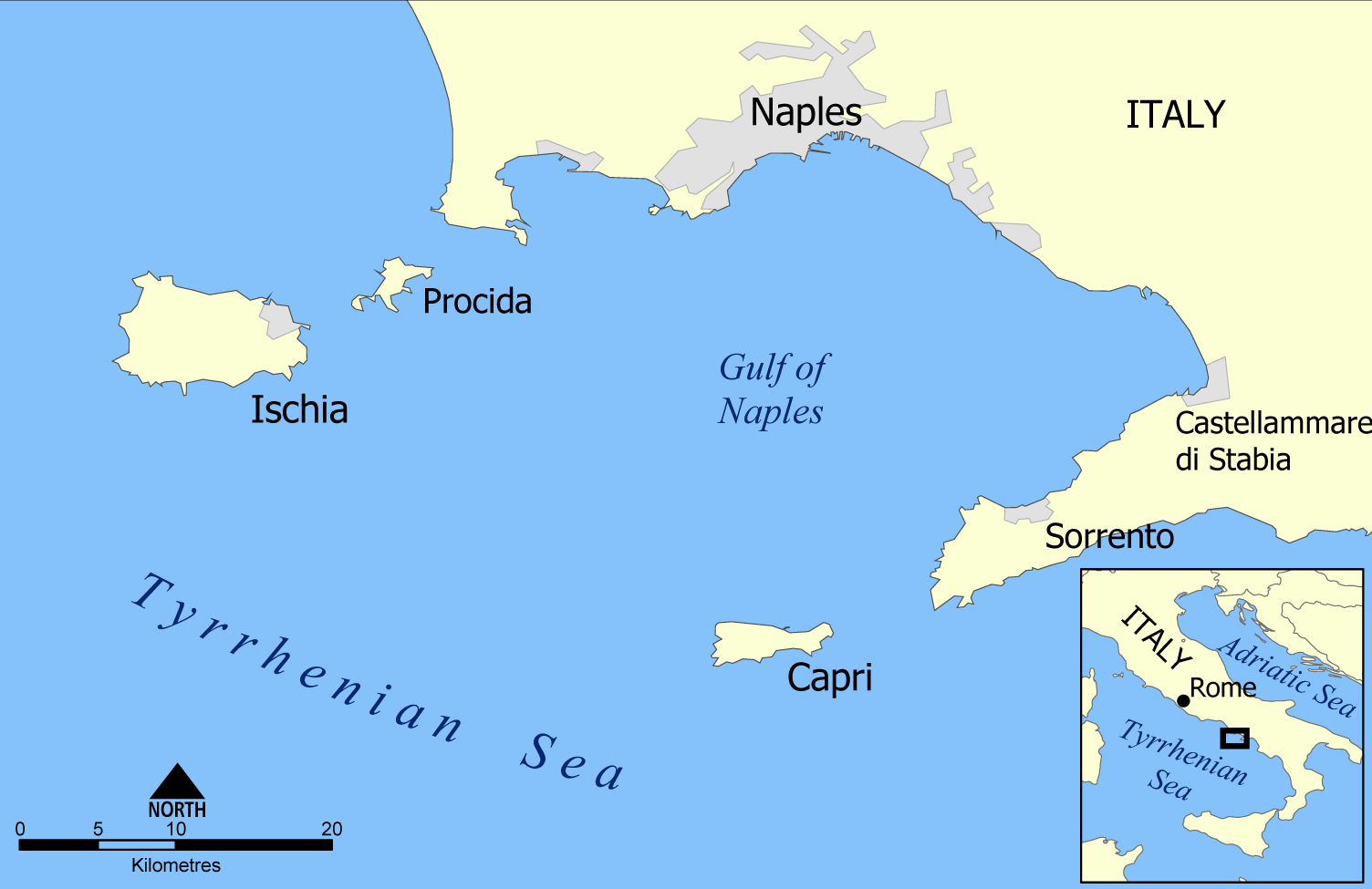
Mapa del golf de Nàpols
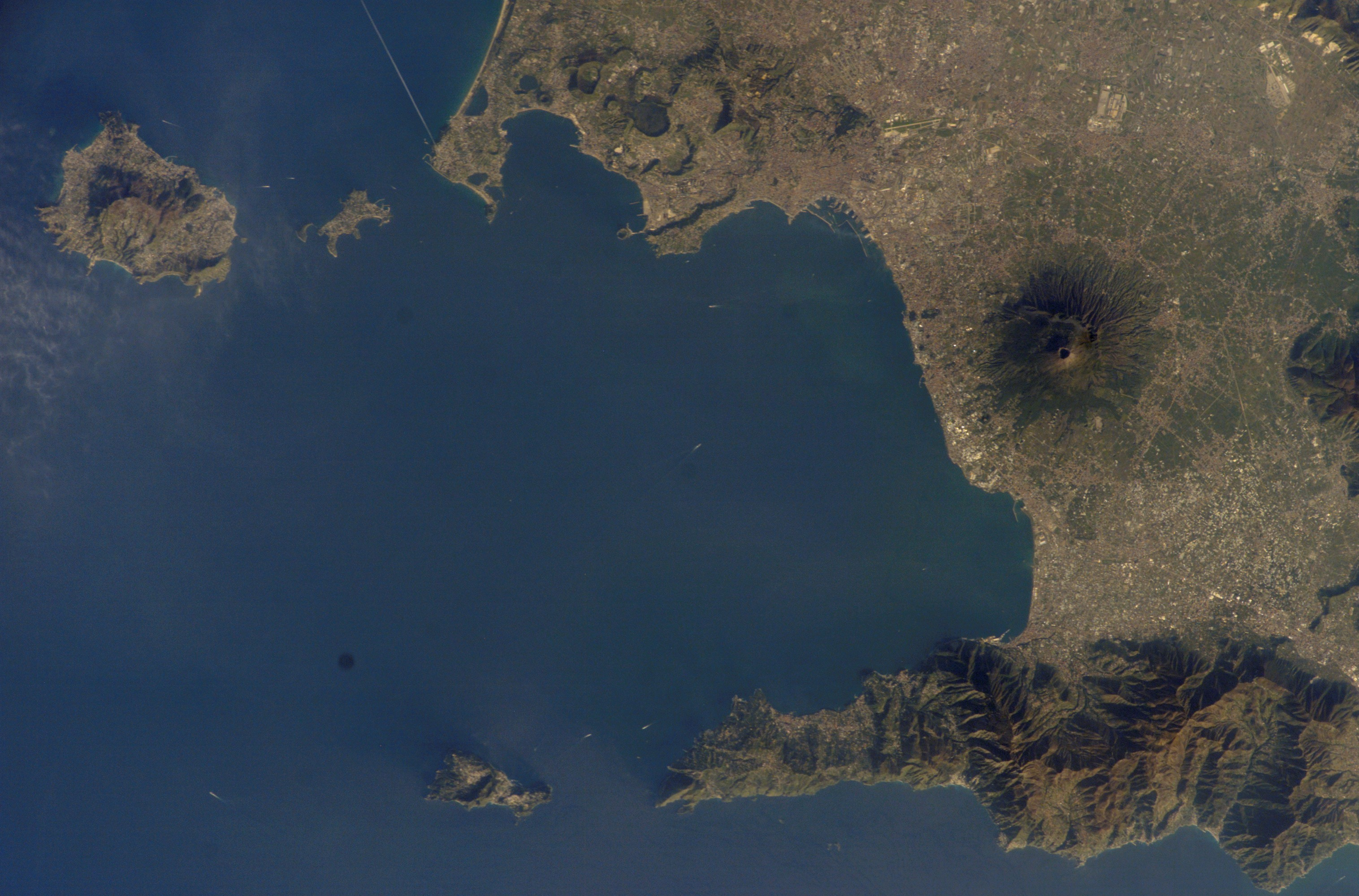
Vista de satèl·lit del golf de Nàpols, amb l'illa d'Isquia, el Vesuvi i la península sorrentina
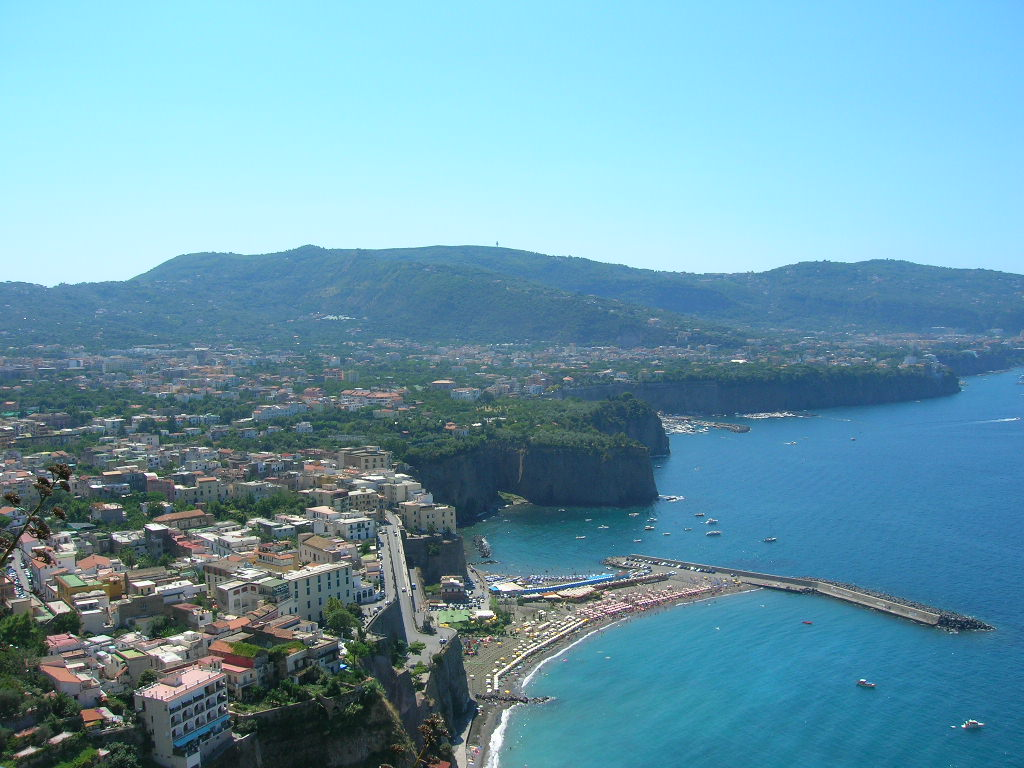
La península sorrentina a Meta

El territori està totalment travessat per la serralada del Lactarius Mons, que baixant cap al mar desembocant amb la localitat de Punta Campanella. Davant de la Punta Campanella, a poques milles nàutiques de distància, hi ha l'illa de Capri que antigament estava adossada a la península sorrentina i que actualment representa una continuació ideal d'aquesta.

### Les comuni de la península sorrentina
La península s'estén per una superfície de 222,71 km², sobre la qual s'estenen 22 municipis (comune) de la Campània, dels quals 9 estan inclosos a la província de Nàpols i 13 a la de Salern.
| Àrea                           | Comune                  | Superfície (km²) | Total (km²) |
| ------------------------------ | ----------------------- | ---------------- | ----------- |
| Ciutat metropolitana de Nàpols | Agerola                 | 19,83            | 123,1       |
| Ciutat metropolitana de Nàpols | Castellammare di Stabia | 17,81            | 123,1       |
| Ciutat metropolitana de Nàpols | Massa Lubrense          | 19,84            | 123,1       |
| Ciutat metropolitana de Nàpols | Meta                    | 2,25             | 123,1       |
| Ciutat metropolitana de Nàpols | Piano di Sorrento       | 7,34             | 123,1       |
| Ciutat metropolitana de Nàpols | Pimonte                 | 12,54            | 123,1       |
| Ciutat metropolitana de Nàpols | Sant'Agnello            | 4,15             | 123,1       |
| Ciutat metropolitana de Nàpols | Sorrento                | 9,96             | 123,1       |
| Ciutat metropolitana de Nàpols | Vico Equense            | 29,38            | 123,1       |
| Província de Salern            | Amalfi                  | 5,7              | 99,61       |
| Província de Salern            | Atrani                  | 0,12             | 99,61       |
| Província de Salern            | Cetara                  | 4,97             | 99,61       |
| Província de Salern            | Conca dei Marini        | 1,13             | 99,61       |
| Província de Salern            | Furore                  | 1,88             | 99,61       |
| Província de Salern            | Maiori                  | 16,67            | 99,61       |
| Província de Salern            | Minori                  | 2,66             | 99,61       |
| Província de Salern            | Positano                | 8,65             | 99,61       |
| Província de Salern            | Praiano                 | 2,67             | 99,61       |
| Província de Salern            | Ravello                 | 7,94             | 99,61       |
| Província de Salern            | Scala                   | 13,86            | 99,61       |
| Província de Salern            | Tramonti                | 24,83            | 99,61       |
| Província de Salern            | Vietri sul Mare         | 9,52             | 99,61       |

## Gastronomia
A més de les belleses paisatgístiques i naturalistes, la península sorrentina també presenta diverses especialitats gastronòmiques, com la mozzarella d'Agerola, el provolone del Monaco, la pizza a metro, la pasta de Gragnano, així com diverses especialitats de marisc i la llimona de Sorrento o la llimona d'Amalfi com ara els primers plats a base de llimona, el famós limoncello, el babà amb limoncello i la delizia al limone.

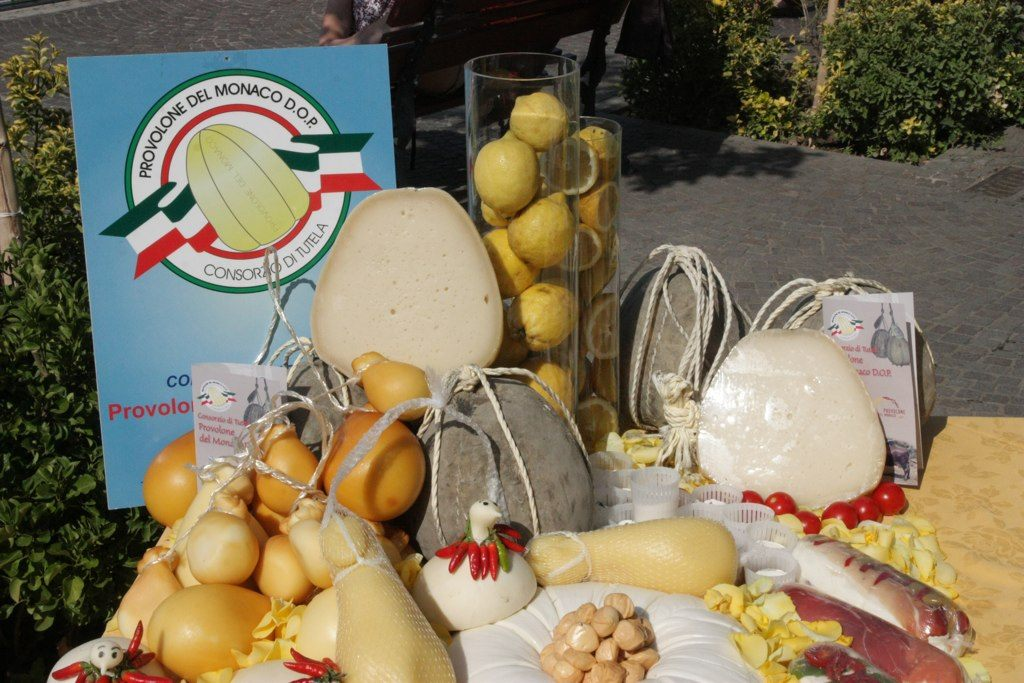
Provolone del Monaco
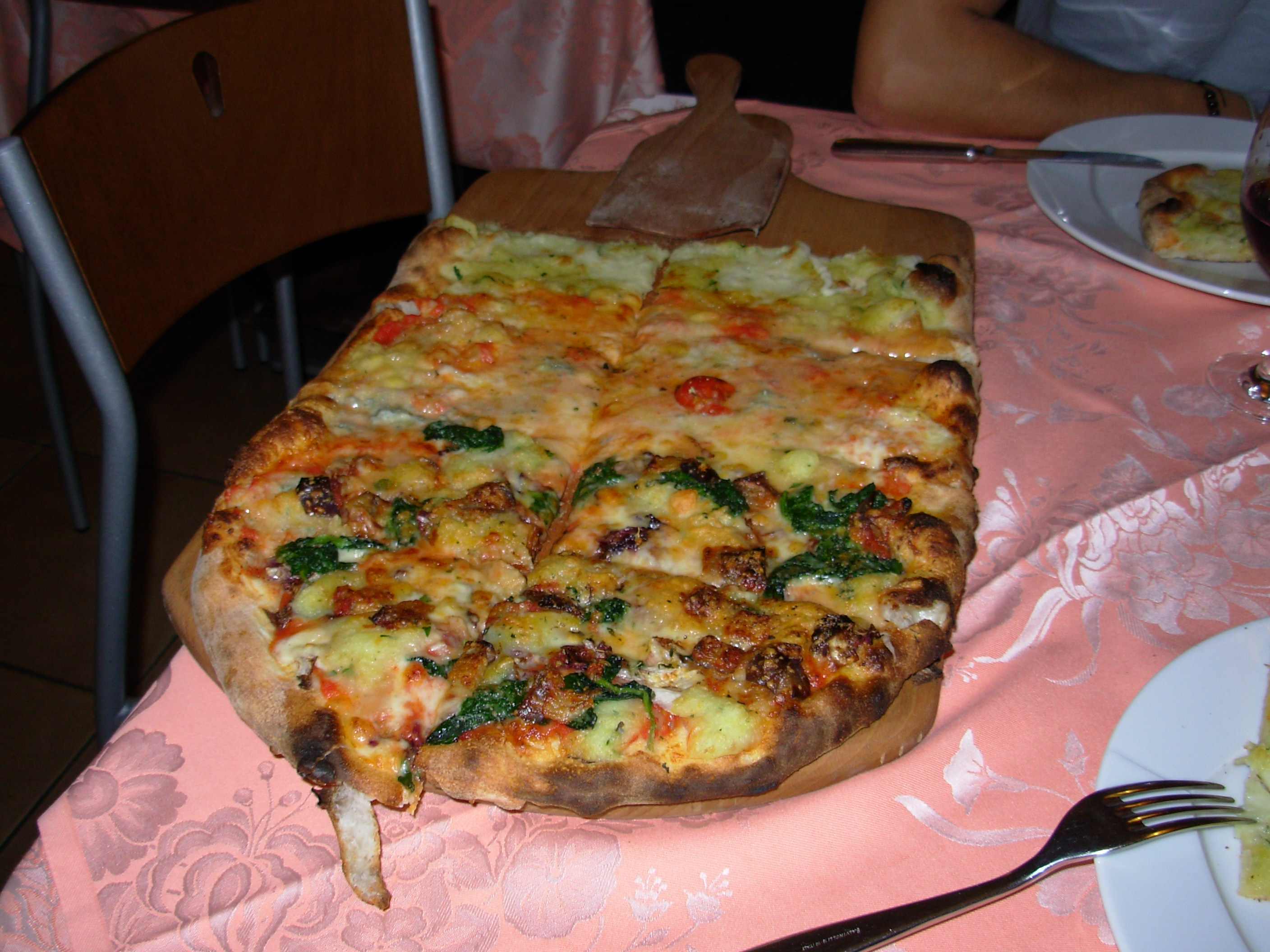
Pizza a metro
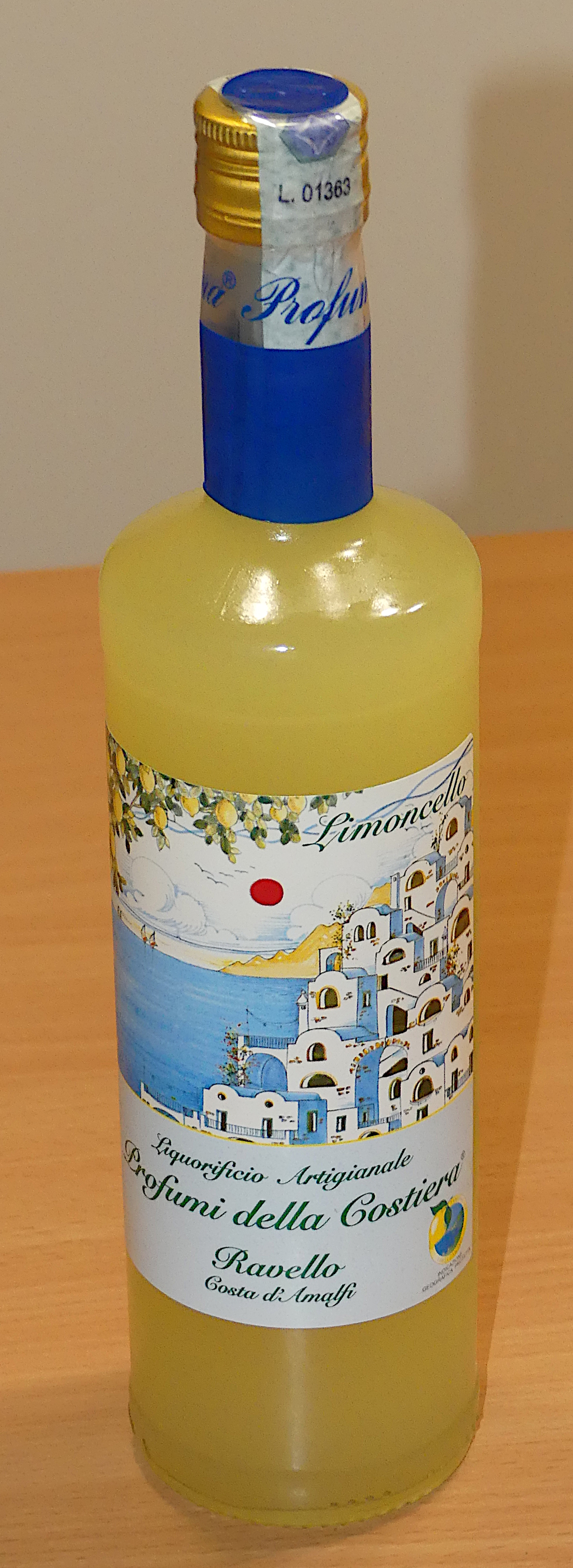
Limoncello
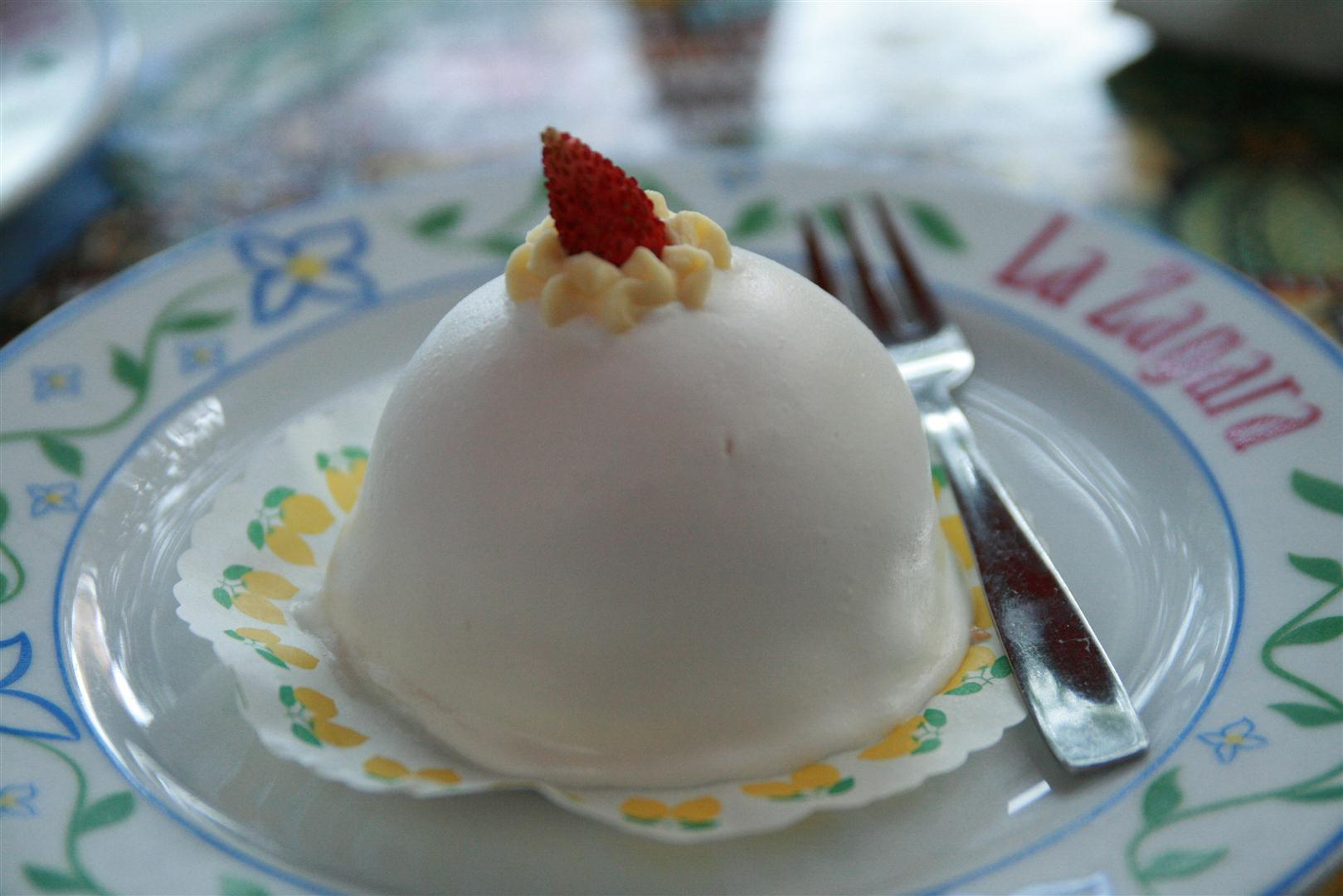
Delizia al limone

Amb 20 restaurants catalogats a la Guia Michelin amb una estrella o més (el 2022), destaca com una de les destinacions més importants per als coneixedors de l'alta cuina internacional.

## Infraestructura i transports
Els municipis de la península sorrentina al costat napolità estan travessats per la carretera nacional 145 Sorrentina (SS 145), mentre que al costat de Salern els municipis estan connectats per la carretera nacional 163 Amalfitana (SS 163). Les dues carreteres nacionals són les dues úniques vies que permeten connexions entre els municipis de la zona i entre els dos costats de la península.

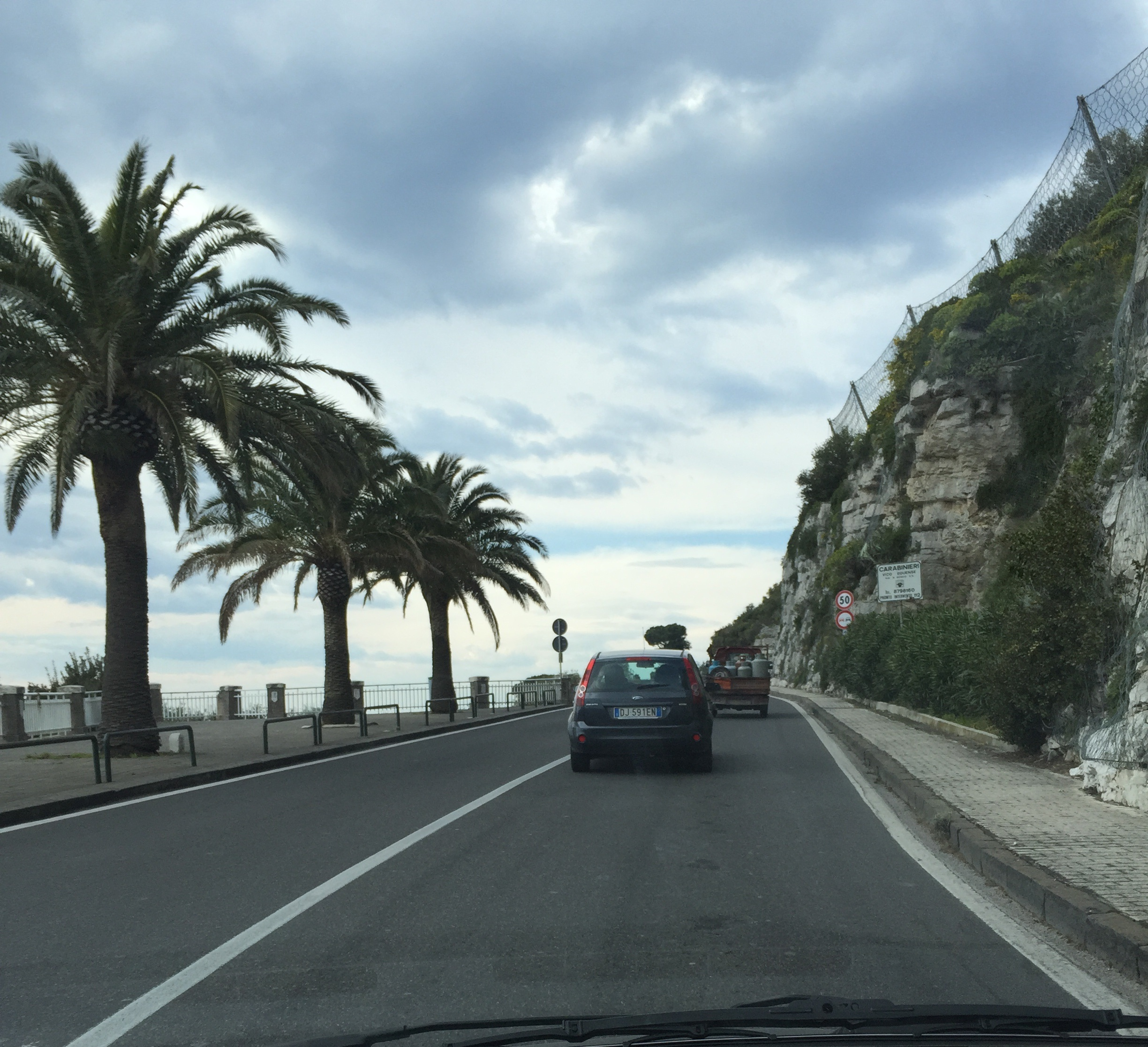
SS 145 prop de Meta
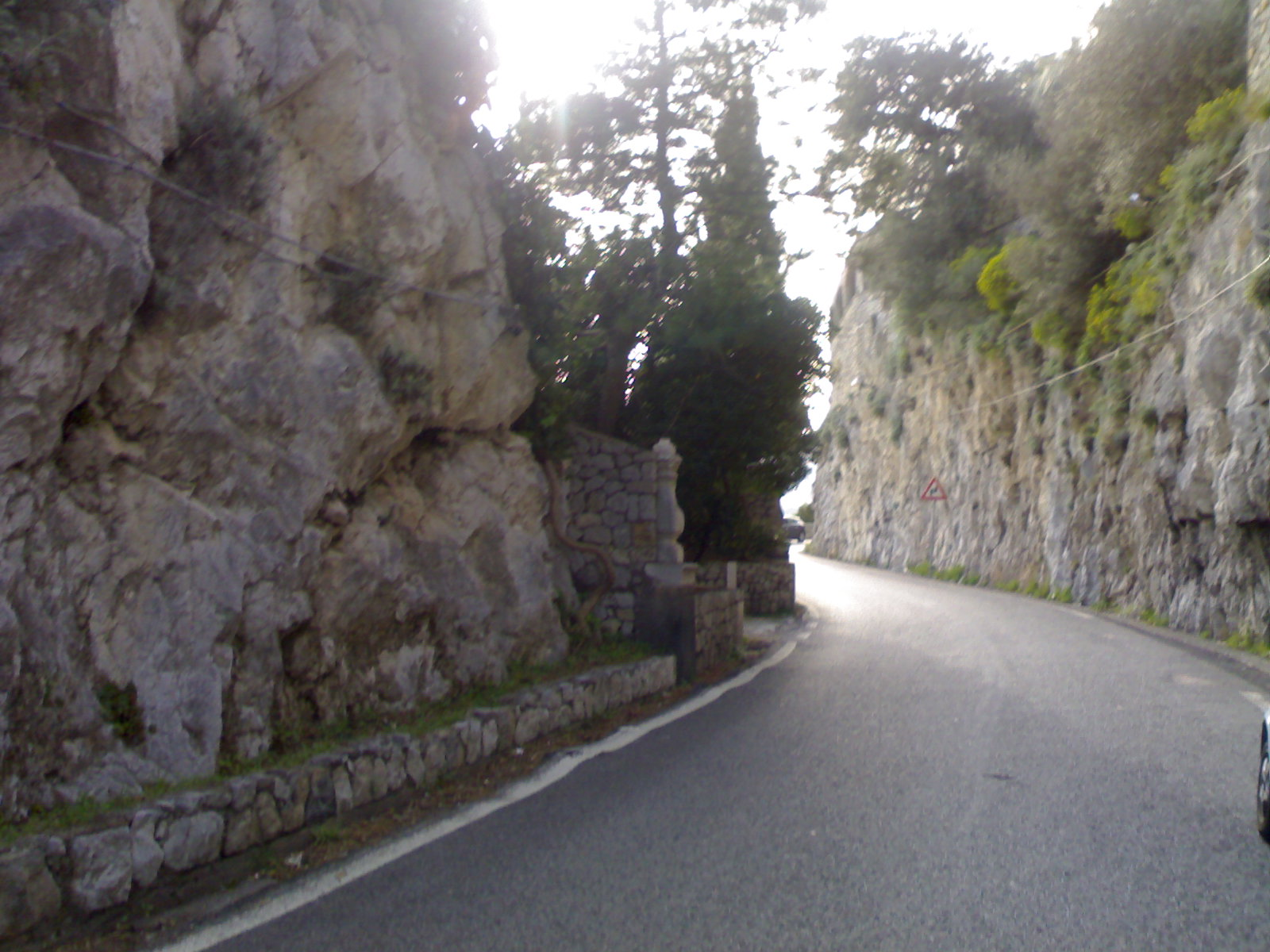
SS 163 prop de Furore

La zona també està servida pel ferrocarril Torre Annunziata-Sorrento, que forma part de la xarxa Circumvesuviana gestionada per l'Ente Autonomo Volturno (EAV). Abans de la construcció d'aquest ferrocarril, el tramvia Castellammare di Stabia-Sorrento va estar present entre 1906 i 1946.
El consorci del Metrò del Mare va funcionar del 2001 al 2012, que oferia un servei marítim que connectava els principals ports de les costes de la Campània.